# Scuola di San Marziale
La Scuola di San Marziale fu una scuola di musica medievale con sede presso l'Abbazia di San Marziale a Limoges in Francia.

## Storia
Essa è nota per la composizione di tropi, sequenze e dei primi organum. In ciò anticipò quanto poi realizzato dalla Scuola di Notre Dame.
La maggior parte dei manoscritti provenienti dall'abbazia sono ora custoditi presso la Bibliothèque Nationale a Parigi. Non è noto in che misura tali manoscritti riflettono la produzione musicale di San Marziale o sono invece raccolte di opere provenienti da varie località del sud della Francia. Nessun compositore della scuola è conosciuto per nome. L'unica canzone superstite in occitano antico con notazione musicale per tutte le strofe è un prodotto di San Marziale: il "Versus Sancte Marie", il cui incipit è: O Maria, Deu maire .